# Zimmer Nr. 13
Zimmer Nr. 13 ist eine US-amerikanische Stummfilmkomödie aus dem Jahr 1926 von Roy Del Ruth mit Monte Blue in der Hauptrolle. Der Film wurde von Warner Bros. produziert und basiert auf dem Roman The Agony Column von Earl Derr Biggers.

## Handlung
In einem Londoner Hotel sieht der abenteuerlustige Geoffrey West ein Mädchen und nutzt die Kontaktanzeigenspalte einer Zeitung, um mit ihr in Kontakt zu treten. Das Mädchen, Marion Larnard, stellt Geoffrey dann auf die Probe: Er soll ihr fünf Tage lang jeden Tag einen Brief schreiben und wenn er sich als interessanter Kerl erweist, wird sie mit ihm zu Abend essen. Aus Spaß schreibt Geoffrey Marion, dass er einen gewissen Captain Fraser-Freer umgebracht hat. Marion ist zunächst ziemlich besorgt, aber als sie merkt, dass Geoffrey scherzt, beschließt sie, ihm eine Lektion zu erteilen. Sie arrangiert mit Fraser-Freer das Verschwinden und lässt Geoffrey wegen Mordes verhaften. Marion lässt Geoffrey eine Weile im Gefängnis schmoren, arrangiert schließlich seine Freilassung und versichert ihm, dass er sich tatsächlich als interessanter Kerl erwiesen hat.

## Hintergrund
Gedreht wurde der Film vom 4. Januar bis Ende Februar 1951 auf der Iverson Movie Ranch in Chatsworth sowie in den MGM-Studios in Universal City.
Ursprünglich war Erle C. Kenton als Regisseur des Films, der unter dem Titel The Agony Column gedreht werden sollte, vorgesehen. Am 14. November 1925 wurde bekannt gegeben, dass Roy Del Ruth den Regiestuhl übernommen hat. Eine Woche später wurde berichtet, dass die Dreharbeiten abgeschlossen wurden und der Filmtitel in The Man Upstairs geändert wurde.
Da keine Kopien der sieben Filmrollen existieren, gilt der Film als verschollen.

## Veröffentlichung
Die Premiere des Films fand am 22. Januar 1926 statt. 1927 kam er in Österreich in die Kinos.

## Kritiken
George T. Pardy schrieb in der Motion Picture News, der Film sei etwas zu lang geraten, doch das Interesse werde aufrechterhalten, auch wenn die Geschichte ziemlich verstrickt sei.